# 앤드루 케호
앤드루 케호(Andrew Kehoe, 본명: 앤드루 필립 케호, Andrew Philip Kehoe, 1872년 2월 1일 ~ 1927년 5월 18일)는 미국의 대량 살인자였다. 케호는 배스 타운십 학교 위원회의 재무 담당자로 재선되지 못한 후 불만을 품은 미시간주의 농부였다. 그는 이후 아내를 살해한 뒤 1927년 5월 18일 배스통합학교에 폭탄을 터뜨려 44명이 사망하고 58명이 부상하는 배스학교 참사를 일으켰다. 케호는 트럭에서 다이너마이트를 터뜨려 학교 근처에서 자살했고, 폭발로 인해 다른 여러 명이 사망하고 더 많은 부상을 입었다. 그는 이전에 자신의 집과 농장 주변에 방화 장치를 설치하여 모든 건물을 파괴했다.